# Andréi Skorobogátov
Andréi Skorobogátov –en ruso, Андрей Скоробогатов– (1981) es un deportista ruso que compitió en halterofilia. Ganó una medalla de plata en el Campeonato Europeo de Halterofilia de 2005, en la categoría de 94 kg.

## Palmarés internacional
| Campeonato Europeo | Campeonato Europeo | Campeonato Europeo | Campeonato Europeo |
| Año                | Lugar              | Medalla            | Categoría          |
| ------------------ | ------------------ | ------------------ | ------------------ |
| 2005               | Sofía (Bulgaria)   | Medalla de plata   | 94 kg              |